# I"s
I"s (アイズ, Aizu) est un shōnen manga de Masakazu Katsura prépublié dans le magazine Weekly Shōnen Jump entre avril 1997 et mai 2000 et publié par Shūeisha en un total de quinze volumes reliés. La version française est éditée en intégralité par Tonkam.
La série est adaptée en un OVA de deux épisodes en 2002 sous le titre From I"s et un OVA de six parties sorties en 2005 et 2006 sous le titre I"s Pure.

## Synopsis
Lycéen de seize ans, Séto a subi dans son enfance un traumatisme qui fait qu'il dit toujours l'inverse de ce qu'il pense pour tout ce qui concerne les sentiments amoureux. C'est pourquoi il ne peut dire à Iori qu'il l'aime. Un projet pour le lycée va lui donner l'occasion de travailler seul avec elle mais Itsuki, une amie d'enfance, revient d'un séjour en Amérique, et va le faire douter de ses sentiments.

## Personnages
Ichitaka Séto (瀬戸 一貴, Seto Ichitaka)
Voix japonaise : Takahiro Sakurai, Katsuhito Nomura, voix française : Fabrice Lelyon
Il est le héros du manga, 16 ans au début de l'histoire. Il est amoureux de Yoshizuki, et en sa compagnie il est souvent « M. l'inversé » tel qu'il se qualifie, c'est-à-dire qu'il fait toujours l'inverse de ce qu'il souhaite faire.
Iori Yoshizuki (葦月 伊織, Yoshizuki Iori)
Voix japonaise : Kumi Sakuma (en), Shizuka Itō, voix française : Juliane Loucq
Elle fait partie du club de théâtre de son lycée. Elle semble vouloir devenir actrice. Elle a également 16 ans au début de l'histoire (elle est née le 21 mars 1981). Elle passe dans des publicités à la télévision, et devient célèbre. Dès le volume 1, on la retrouve en photo dans des magazines où il est dit qu'elle mesure 1,62 m et que ses mensurations sont de 86-57-87.
Itsuki Akiba (秋葉 いつき, Akiba Itsuki)
Voix japonaise : Tamaki Nakanishi (en), Asuka Nakase (en)
Jeune fille de 15 ans, garçon manqué, elle est une amie d'enfance d'Ichitaka. Elle a passé les 4 dernières années en Amérique.
Izumi Isozaki (磯崎 泉, Isozaki Izumi)
Voix japonaise : Mai Kadowaki, voix française : Pascale Chemin
Aiko Asō (麻生 藍子, Asō Aiko)
Intervenant plus tard dans le manga, elle tente de séduire Ichitaka.
Yasumasa Teratani (寺谷 靖雅, Teratani Yasumasa)
Voix japonaise : Atsushi Kisaichi, Nobuyuki Kobushi (en), voix française : Gwen Lebret
Âgé de 16 ans, il est le meilleur ami d'Ichitaka. Séto lui raconte toutes ses expériences sentimentales avec Yoshizuki. Il apprécie Itsuki.
Jun Koshinae (越苗 純, Koshinae Jun)
Voix japonaise : Akira Ishida, voix française : Frédéric Souterelle
Nami Tachiba (Tachiba Nami)
Voix japonaise : Sanae Kobayashi, Naoko Suzuki
Yuka Morisaki (森崎 祐加, Morisaki Yuka)
Voix japonaise : Shiho Kawaragi (en), Yūko Gotō
Marionette King
Voix japonaise : Johnny Hildo

## Manga

### Publication
I"s, scénarisé et dessiné par Masakazu Katsura, est prépublié dans le magazine shōnen Weekly Shōnen Jump entre le 21 avril 1997 et le 29 mai 2000,. L'éditeur Shūeisha publie les 143 chapitres sous la forme de 15 volumes tankōbon sortis entre le 4 septembre 1997 et le 4 juillet 2000 sous son label Jump Comics. Une deuxième édition sort cinq ans plus tard avec de nouvelles couvertures[réf. nécessaire]. Une troisième édition grand format, I”s - Complete Edition, est éditée sous le label Young Jump Comics en douze volumes sortis entre le 19 décembre 2005 et le 19 juillet 2006. Une version roman écrite par Sukehiro Tomita sort sous le label Jump J Books le 10 octobre 1998  (ISBN 4-08-703071-7).
La première édition est publiée en version française par Tonkam en quinze tomes sortis entre le 15 janvier 2000 et le 14 mai 2002, qui édite également la « Perfect Edition » en douze tomes sortis entre le 20 juin 2007 et le 24 février 2010.
La version anglaise est éditée en Amérique du Nord par Viz Media, publiée entre le 15 avril 2005 et le 4 septembre 2007 dans une version censurant la nudité avec l'approbation de Katsura. La censure cesse cependant entre le 13e et le 15e volume, l'édition représentant l'un des « plus grands échecs de censure » dans le manga pour Jason Thompson d'Anime News Network. La série est également éditée en italien par Star Comics, en allemand par Carlsen, en espagnol par Planeta DeAgostini et en coréen par ISMG.

## Original video animation
Le manga est adapté en deux séries d'original video animation (OVA), From I"s en 2002 et I"s Pure, sortie en 2005 et 2006.
Les deux OVA sont licenciés par Viz Media qui sort un box set en Amérique du Nord le 24 mars 2009.

### From I"s
From I"s - Une autre histoire d'été (フロムアイズ ～もうひとつの夏の物語～, Furomu Aizu - Mō hitotsu no natsumi no monogatari) est le premier OVA basé sur I"s, consistant en deux épisodes de trente minutes produits par Studio Pierrot et respectivement sortis le 9 décembre 2002 et le 19 mars 2003 au Japon. Un box set contenant les deux épisodes ainsi qu'un documentaire making-of sur un troisième DVD sort le 25 mars 2004. L'histoire de From I"s n'est pas une adaptation des évènements se déroulant dans le manga mais une nouvelle histoire se déroulant durant les vacances d'été des personnages, lorsqu'Iori, Itsuki et Ichitaka se retrouvent par hasard dans un lieu d'une ancienne promesse.
La version française est éditée par Kazé sous plusieurs formes, dont deux volumes sortis respectivement le 29 novembre 2006 et le 28 mars 2007.

### I"s Pure
I"s Pure (アイズピュア, Aizu Pua) est le second OVA basé sur I"s, constitué de six épisodes animés par ARMS et produits Studio Pierrot, sortis en DVD au Japon par Liverpool. Un volume 0 présente une interview de Masakazu Katsura, suivi de quelques extraits des doubleurs avec des interviews de chacun d'entre eux. Le volume 1, sorti le 9 décembre 2005, est vendu et version classique ou collector. L'OVA résume les évènements majeurs qui se déroulent dans les 15 volumes du manga.
La version française est éditée par Kazé en 2008.

#### Liste des épisodes
1. Au commencement (始まり, Hajimari?)
2. Souvenir (回想, Kaisō?)
3. Adieu (別れ, Wakare?)
4. Vertige (目眩, Memai?)
5. Déclaration d'amour (告白, Kokuhaku?)
6. Ensemble (一緒に, Issho ni?)

Note : les titres originaux sont en français sous-titrés en japonais.

## Drama
Une adaptation sous forme de drama de treize épisodes est diffusée entre le 21 décembre 2018 et le 26 avril 2019 sur la chaine SkyPer! de SKY PerfecTV! avec Amane Okayama (en) dans le rôle d'Ichitaka Seto, Sei Shiraishi jouant Iori Yoshizuki, Kyoka Shibata jouant Itsuki Akiba et Minori Hagiwara jouant Izumi Isozaki.

## Jeux vidéos
Un jeu vidéo intitulé I"s Pure, basé sur la série d'OVA du même nom, sort le 9 novembre 2006 sur PlayStation 2 au Japon.
Iori, Itsuki, Ichitaka et Izumi apparaissent également en tant que personnages de support dans le jeu de combat Jump Ultimate Stars sorti au Japon le 23 novembre 2006.

## Réception
En 2008, plus de 10 million d'exemplaires du manga étaient en circulation.